# Somewhere Over the Slaughterhouse
Somewhere Over the Slaughterhouse är det sjätte studioalbumet av gitarristen Buckethead. Det var det enda soloalbumet som släpptes som både en CD och LP och utgivningarna blev slutsålda. Problem med rättigheterna gör en återutgivning osannolik. Nerladdning av låtarna kan göras på TDRS Music.

## Låtlista
| Nr           | Titel                             | Längd |
| ------------ | --------------------------------- | ----- |
| 1.           | Somewhere Over the Slaughterhouse | 0:38  |
| 2.           | Help Me                           | 5:12  |
| 3.           | Pin Bones and Poultry             | 4:43  |
| 4.           | My Sheetz                         | 6:00  |
| 5.           | Day of the Ulcer                  | 7:26  |
| 6.           | You Like Headcheese?              | 3:20  |
| 7.           | Burlap Curtain                    | 7:04  |
| 8.           | You Like This Face?               | 5:16  |
| 9.           | Wires and Clips                   | 3:03  |
| 10.          | Knockingun                        | 2:25  |
| 11.          | Conveyor Belt Blues               | 1:47  |
| Total längd: | Total längd:                      | 46:55 |

## Produktion
- Inspelat i köket vid Pilo's Loft, och titel tre är inspelad vid Travis Dickersons inspelningsstudio.
- Fotografier, couple beats, och konformad av P-Sticks.

## Somewhere Over the Slaughterhouse
Titelspåret har ett avsiktligt liknande till den klassiska låten "Over the Rainbow" från filmen 1939 Trollkarlen från Oz i allmänhet känd som "Somewhere Over the Rainbow" (som var en inspiration från titelspåret, och därigenom albumet) som sjungs av huvudkaraktären Dorothy Gale porträtterad av Judy Garland.

## Lista över medverkande
- Buckethead - gitarr